# Casa Grande del Pueblo
La Casa Grande del Pueblo es un edificio gubernamental de arquitectura brutalista ubicado en el centro histórico de la ciudad de La Paz (Bolivia), construido durante el tercer gobierno de Evo Morales, cumple funciones de Palacio de Gobierno de Bolivia, y residencia presidencial, sustituyendo de esa manera varias funciones del Palacio Quemado. Fue inaugurado el 9 de agosto de 2018. Fue construido sobre un terreno de 1888 m² y cuenta con una superficie construida de 29 492 m², colindante con la  plaza Murillo, el acceso principal se ubica en la sobre la calle Potosí, con una altura de 131 m y 29 pisos. Su uso se suspendió temporalmente durante el gobierno de Jeanine Áñez y se reanudó durante la gestión de  Luis Arce.

## Ubicación
El edificio fue construido sobre el espacio ocupado previamente por la Vivienda Alencastre, edificio patrimonial colindante al palacio de Gobierno entre las calles Ayacucho y Potosí. La vivienda fue demolida para la habilitación del predio y sus piezas fueron parte de un plan de rescate de elementos arquitectónicos y líticos aprobado por el Ministerio de Culturas y Turismo.

## Historia
El edificio, construido por la empresa Tauro en cuya obra se invirtieron 252,4 millones de bolivianos, fue inaugurado con una fiesta popular el 9 de agosto de 2018, durante el gobierno de Evo Morales, acompañado de rituales andinos y la bendición del cardenal Toribio Ticona.
Cuenta con 29 niveles, un helipuerto, un hall de baldosas grises y tres ascensores, oficinas presidenciales, áreas protocolares, auditorios, salones de reuniones y trabajo, espacios para los archivos documentales, oficinas administrativas, dormitorio para la guardia Colorados de Bolivia y áreas de descanso.
Se ha destacado a la Casa Grande del Pueblo por contar con los símbolos andino-amazónicos y a líderes indígenas como Tupac Katari, Juana Azurduy de Padilla. Evo Morales destacó la nueva sede como un "hito de recuperación de la identidad de los movimientos indígenas y sociales", al recoger elementos de la arquitectura de tipo tiahuanacota-ancestral. Fue construido con el fin de dejar de centralizar las funciones de algunos ministerios y otras oficinas gubernamentales, que previamente se albergaban en propiedades privadas arrendando espacios para su funcionamiento.
El edificio inicialmente albergó cinco ministerios del Estado Plurinacional de Bolivia: el Ministerio de la Presidencia, el Ministerio de Comunicación, el Ministerio de Energía y el Ministerio de Medio Ambiente y Agua y el Ministerio de Culturas y Turismo. 
En 2019, tras la renuncia de Evo Morales y la asunción de Jeanine Áñez como presidenta de Bolivia, se volvió a utilizar el Palacio Quemado como el asiento principal de la presidencia; Añez rechazó ingresar al nuevo edificio, añadiendo que el próximo gobierno decidiría qué hacer con él, sin embargo los ministerios y otras oficinas gubernamentales continuaron con su funcionamiento dentro del nuevo edificio.
En 2020 el presidente Luis Arce decidió volver a utilizar la Casa Grande del Pueblo como palacio de gobierno, dejando al Palacio Quemado nuevamente como museo o para recepciones oficiales.